# Cot Suruy
Cot Suruy is een bestuurslaag in het regentschap Aceh Besar van de provincie Atjeh, Indonesië. Cot Suruy telt 638 inwoners (volkstelling 2010).